# Passatge de la Pau
El Passatge de la Pau és un carrer de Barcelona, continuació del Passatge dels Escudellers fins al carrer de Josep Anselm Clavé, que inclou el conjunt arquitectònic del mateix nom, catalogat com a bé cultural d'interès local.

## Història
El 1846, Josep de Fonsdeviela i de Xatmar-Huguet, marquès de la Torre, per tal de finançar la reconstrucció de la seva casa al carrer del Dormitori de Sant Francesc (actualment Josep Anselm Clavé), en va vendre una part (núm. 27) a l'indià de Vilanova i la Geltrú Pelegrí Marquès i Torrents, que va encarregar-ne el projecte a l'arquitecte Francesc Daniel Molina. La resta de la finca (núm. 25) fou reedificada segons el projecte d'Antoni Rovira i Trias. El 1862, el marquès i el seu fill Narcís de Fonsdeviela i Sentmenat la van vendre als comerciants Joan Coma i Xipell, de Tremp, Erasme Ciuró i Auter, de Granollers, i Jaume Clavell i Isern, de Mataró, que havien constituït la societat Coma, Ciuró i Clavell amb seu al carrer del Marquès de Barberà, 1.
El 1865, i per iniciativa dels propietaris Josepa Alegre i Aymerich i Víctor Hugo Vidal i Morera, l'arquitecte Magí Rius i Mulet traçà els plànols de la continuació del Passatge dels Escudellers, completat fins al carrer del Dormitori de Sant Francesc per l'arquitecte municipal Francesc Daniel Molina, a través dels terrenys de Coma, Ciuró i Clavell, que l'any següent adquiriren al comerciant Pere Dòria i Arnalot un altre terreny a la banda de ponent. El 1867 van encarregar al mestre d'obres Pere Casany el projecte de l'edifici dels núms. 7-7 bis, que seria la seu de la companyia.
El 1870 hi promogué dos edificis bessons (núms. 10 i 10 bis), projectats pel mestre d'obres Josep Domínguez i Valls. A la llinda de les portes principals hi ha un medalló amb tres àncores creuades, emblema de la companyia, i la data de 1871.
El 1876, i en commemoració de la fi de la Tercera Guerra Carlina, la societat va proposar a l'Ajuntament batejar el passatge pròpiament dit i el tros de carrer entre aquest i el passatge dels Escudellers com a «Passatge de la Pau». En aquesta època es construïren els edificis que formen el passatge cobert, obra del mateix Domínguez, per bé que només es conegui el projecte de dos d'ells: Ptge. de la Pau, 14 i J.A. Clavé, 19-21 i Ptge. de la Pau, 9-11 i Sils, 1. A la mateixa època, Domínguez es va encarregar dels edificis dels núms. 6 (1878) i 8 (1879), propietat respectivament de Jacint de Capmany i Francesca Roura i Carnesoltes i d'Isidre Pons i Roura. El 1878, Pelegrí Marquès i Riba, fill de l'anterior, va encarregar al mestre d'obres Jaume Brossa i Mascaró la construcció d'un templet al jardí de la part posterior de la parcel·la (Sils, 3).
El març del 1899, la naviera Companyia Transatlàntica va rescindir el contracte de lloguer de l'edifici núm. 10 bis i es va traslladar a la casa construïda per Antonio López a la plaça del Duc de Medinaceli. Actualment, al núm. 10 hi ha la seu de la Fundació Enric Miralles.

## Descripció

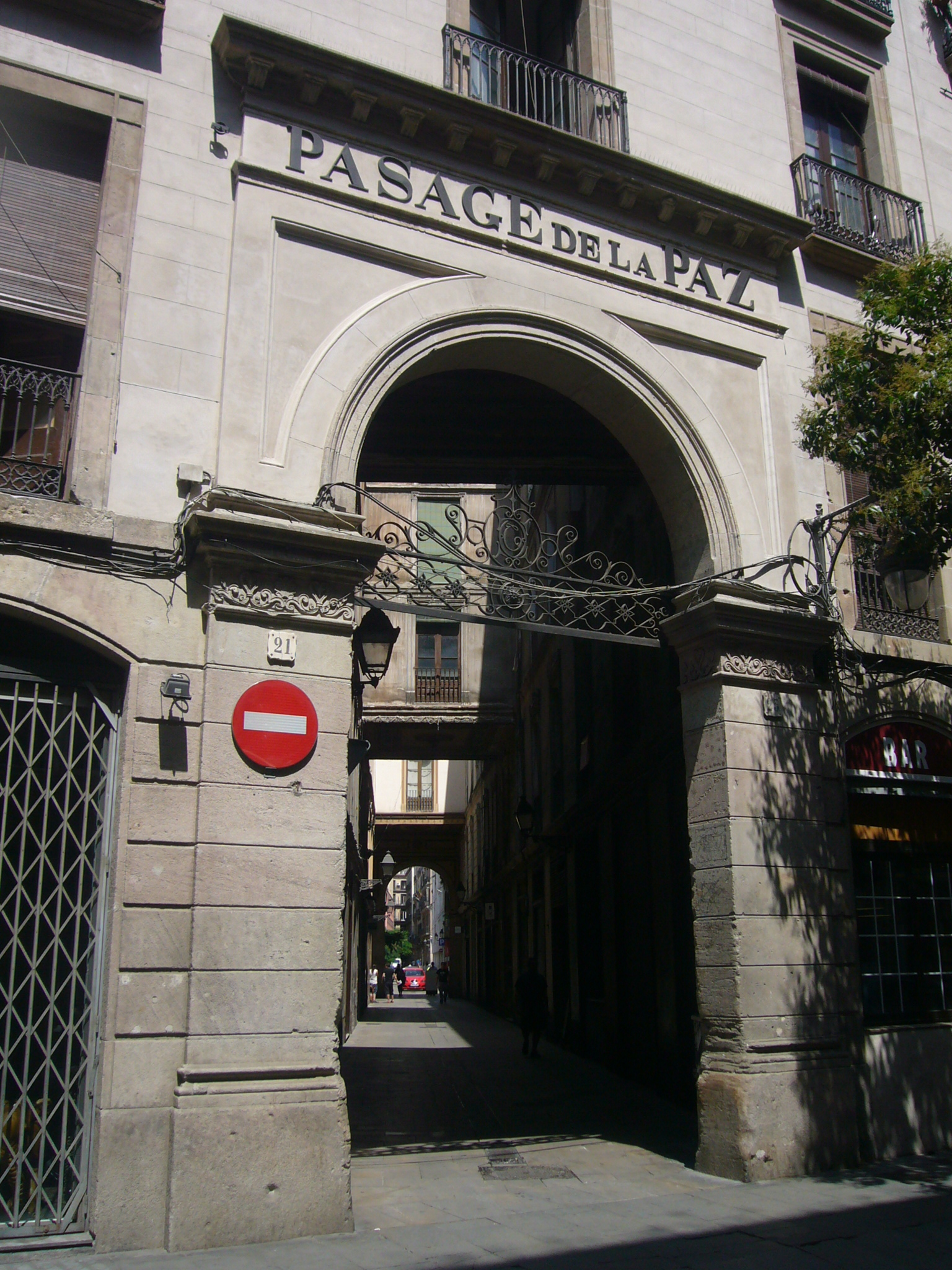
Entrada al passatge de la Pau des del carrer de Josep Anselm Clavé

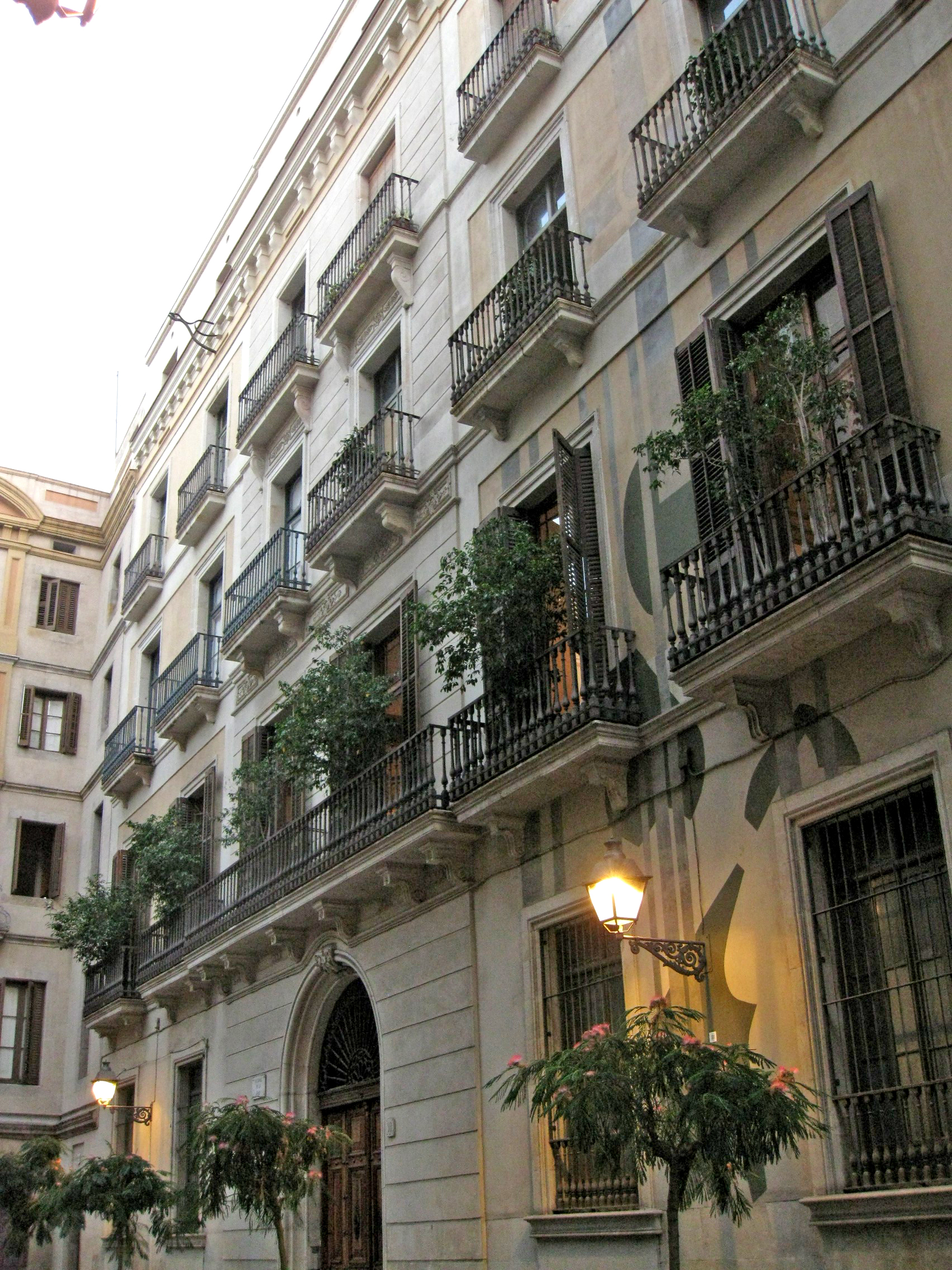
Passatge de la Pau, 10 bis. Actualment, és la seu de la Fundació Enric Miralles

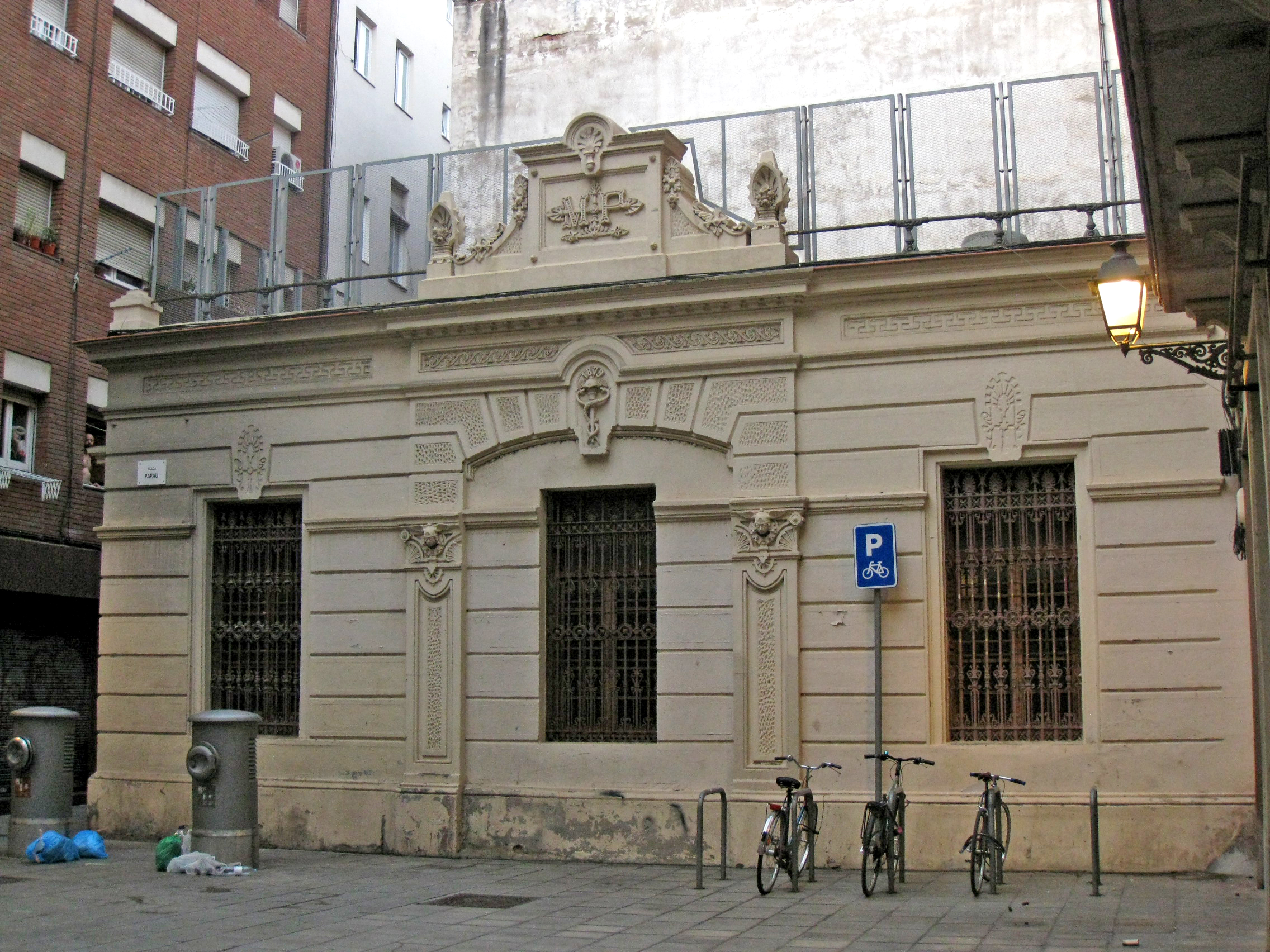
Templet del jardí de la casa de Pelegrí Marquès (inicials)

El conjunt arquitectònic del passatge cobert està compost per dos cossos principals a banda i banda, units per altres tres a manera de pont, formant dos espais oberts sense afectar-hi el pas. El cos més oriental és més ample, ja que disposa de sis crugies, essent l'altre força més estret, amb només dues. Els edificis són de planta baixa i quatre pisos i terrat, i els cossos alçats s'aixequen des del segon pis. La planta baixa està ocupada en la seva totalitat per locals comercials i els vestíbuls.
La façana més important és del carrer de Josep Anselm Clavé, formada per portals d'arc de mig punt en planta baixa i balcons sortint en els pisos superiors. Aquesta retícula es veu trencada per un portal de doble alçada en forma d'arc que dona pas al passatge. Aquest element arquitectònic és força protagonista al disposar d'arquivoltes recalçades en dues pilastres de dimensions importants. Aquest arc està envoltat per un entaulament coronat per cornisa amb dentell. En el fris apareix un rètol de lletres metàl·liques indicant el nom del passatge en castellà. La resta d'obertures són de geometria senzilla i disposa de més motllures neoclàssiques, balcons de llosana de pedra i baranes de ferro.
La façana de l'accés pel carrer de Sils també disposa d'un portal d'accés similar a l'anterior. Apareixen pilastres a banda i banda del balcó central a cada un dels nivells fins a arribar a la cornisa on es transforma en un frontó semicircular amb mènsules i un escut central. En aquesta façana, les obertures són balcons només en l'element central i la resta són finestres. Les façanes interiors són d'igual senzillesa i rigor compositiu. Totes les obertures són balconeres i segueixen també una retícula geomètrica homogènia formada pels eixos de balcons i unes petites cornises que marquen els forjats de l'edifici. Menció especial mereixen els balcons del principal, que tenen una llinda amb decoracions vegetals neoclàssiques.
Les façanes estan rematades per cornises i ampits de formes neoclàssiques. Cal esmentar els fals sostres dels cossos volants amb decoracions de guix policromes, excepte la de l'extrem sud que ha desaparegut, deixant al descobert les bigues de fusta i els revoltons de maó.